# ناديه خان
ناديه خان (بالأردوية: نادیہ خان؛ بالإنجليزية: Nadia Khan) هي مقدمة تلفزيونية وممثلة باكستانية، ولدت في 22 مايو 1972 في كويته في باكستان.

## وصلات خارجية
- الموقع الرسمي
- ناديه خان على موقع IMDb (الإنجليزية)